# 특명 아빠의 도전
《특명 아빠의 도전》은 SBS TV에서 방송되었던 시사교양 프로그램이다.

## 방송 시간
| 방송 채널 | 방송 기간                           | 방송 시간                       |
| --------- | ----------------------------------- | ------------------------------- |
| SBS TV    | 1997년 10월 27일 ~ 1998년 10월 12일 | 매주 월요일 저녁 7시 5분 ~ 8시  |
| SBS TV    | 1998년 10월 19일 ~ 1999년 4월 5일   | 매주 월요일 저녁 7시 15분 ~ 8시 |
| SBS TV    | 1999년 4월 18일 ~ 1999년 6월 20일   | 매주 일요일 아침 9시 ~ 9시 50분 |
| SBS TV    | 2004년 10월 17일 ~ 2005년 4월 24일  | 매주 일요일 오후 5시 ~ 6시      |
| SBS TV    | 2005년 4월 29일 ~ 2005년 10월 21일  | 매주 금요일 저녁 7시 5분 ~ 8시  |

## 출연진
MC
- 1997년 10월 27일 ~ 1998년 2월 23일 : 최선규, 노사연, 최영아
- 1998년 3월 2일 ~ 1999년 4월 5일 : 임성훈, 최영아
- 1999년 4월 18일 ~ 1999년 6월 20일 : 박미선, 박영규
- 2004년 10월 17일 ~ 2005년 2월 27일 : 임성훈
- 2005년 3월 6일 ~ 2005년 10월 21일 : 배기완

역대 리포터
- 1기 : 조영구, 염경환, 김학도, 노정렬
- 2기 : 김인석, 장영란, 정형돈

성우
- 윤기황, 신성호

## 도전 규칙
- 출연 신청을 통해 출연이 결정된 아빠에게는 도전 과제를 발표하여 도전하여 함께 1주일의 시간이 주어진다. 1주일 동안 미션 과제를 연습한 다음 스튜디오에서 최종 도전에 나서게 되며, 1주일 동안 도전하여 녹화와 촬영을 하게 되며 1주일 연습 과정을 촬영하게 된다. 도전 기회는 단 1번이며, 성공할 경우 가족의 꿈이 담긴 선물을 받게 된다.
- 유행어는 "성공이냐 실패냐!!"이며, 성공할 경우 "성공이냐"는 파란색과 실패할 경우 "실패냐"는 보라색이다.
- 결과는 유행어와 마찬가지로 성공할 때 성공할 경우 "성공"는 파란색과 실패할 때 실패할 경우 "실패"는 보라색이다.
- 가끔씩 특집으로 인해 아빠가 아니라 엄마와 다른 가족들이 도전하는 경우도 있다.

## 참고 사항
- 1998년 6월 10일 순풍 산부인과에 나왔다.
- 2004년 10월 17일부터 시즌 2로 부활될 때부터 2005년 봄 개편 전까지 매주 일요일 오후 5시에 방송될 당시 메인 MC였던 임성훈은 해당 프로그램을 통해 SBS에 새 둥지를 틀었으며, 이 과정에서 본인이 진행한 생방송 퀴즈가 좋다가 막을 내려야 하였다.[1]